# Liogluta microptera
Liogluta microptera är en skalbaggsart som beskrevs av Thomson 1867. Liogluta microptera ingår i släktet Liogluta, och familjen kortvingar. Arten är reproducerande i Sverige.